# Thelma og Louise
Thelma og Louise (originaltitel: Thelma & Louise) er en amerikansk road movie fra 1991 med to kvindelige hovedroller. Filmen er instrueret af Ridley Scott og skrevet af Callie Khouri. Filmen fortæller historien om Thelma og Louises flugt fra deres begrænsede og ufrie liv. I hovedrollen som Thelma spiller Geena Davis, mens Susan Sarandon portrætterer Louise. I en birolle spiller Harvey Keitel en indsigtsfuld politiefterforsker, der forsøger at komme på sporet af kvinderne, som flygter efter at have dræbt en voldtægtsmand. Michael Madsen har rollen som Louises ven, mens Brad Pitt i denne film fik sin første, betydelige rolle i en større Hollywoodfilm. Han spiller en hjemløs røver, som er løsladt på prøve fra fængsel.
Thelma og Louise blev en succes, både hos kritikere og kommercielt. Den var blandt de film, som opnåede størst billettindtægter i USA i 1991. Filmen blev også nomineret til seks Oscars og vandt én for bedste originalmanuskript. Sarandon og Davis blev begge nomineret for deres hovedroller. 

## Handlingen
Thelma (Geena Davis) er en passiv, godtroende, hjemmegående husmor, gift med en kontrollerende mand, Darryl. Louise (Susan Sarandon) er enlig og arbejder som servitrice. Hun fremstår som stærk og struktureret, men bærer på et uforløst traume fra fortiden. Filmen følger kvinderne, da de tager af sted i Louises grønblå 1966'er Ford Thunderbird cabriolet på det, som er tænkt som en to dages fisketur i bjergene, men som forvandles til et mareridt, før de når frem. Men situationen, som opstår, forvandler kvinderne fra ofre for omstændighederne til beslutsomme, lovløse heltinder på vej mod et ukendt mål. 
På en bar ved vejen møder Thelma en mand, som hedder Harlan (Timothy Carhart), som hun danser med. Hun bliver fuld, og Harlan prøver at voldtage hende på parkeringspladsen udenfor lokalet. Louise kommer over til dem og truer med, hvis han ikke stopper, at skyde Harlan med pistolen, som Thelma har taget med på turen. Harlan slipper Thelma, men forsøger at forklare Louise, at de bare "havde det lidt sjovt". Louise svarer, at "når en pige græder sådan, har hun det ikke spor sjovt". Dertil siger Harlan, at han "burde have fortsat og bollet hende" og tilføjer en bemærkning til Louise om at "sutte hans pik". Derpå trykker Louse på aftrækkeren og dræber Harlan. Thelma ønsker at melde det til politiet umiddelbart, men Louise er betænkelig, idet Thelma var alkoholpåvirket og havde danset med Harlan. Hun tror ikke, at nogen vil tro på, at han prøvede at voldtage veninden. Hun tror snarere, at myndighederne vil tiltale hende for drab, og beslutter sig for at flygte – og Thelma slutter sig til.
Louise vil til Mexico, men nægter at køre gennem Texas, selv om de er i Arkansas, og den hurtigste vej går er via Texas. Det afsløres, at Louise har oplevet noget meget ubehageligt i Texas for mange år siden, men hun nægter at sige nøjagtigt, hvad det var. De flygter i stedet vestover. Undervejs møder de en pæn og charmerende ung mand ved navn J.D. (Brad Pitt), som Thelma umiddelbart føler sig tiltrukket af. Hun overtaler Louise til at lade ham få et lift med dem videre. Louise har i mellemtiden kontaktet sin ven, Jimmy (Michael Madsen), og bedt ham overføre sine sparepenge via Western Union. Da hun skal hente pengene, opdager hun, at Jimmy er kommet med pengene selv. De går til hans værelse for at snakke sammen, mens Thelma passer på pengene. Thelma beder J.D. om at komme med ind i værelset. Det kommer frem, at han er en røver, som har brudt betingelserne for en prøveløsladelse. Han og Thelma går i seng sammen, og Thelma oplever en seksuel vækkelse. Mens de er sammen, fortæller J.D., hvordan han har gennemført sine røverier. Imens frier Jimmy til Louise, men får afslag, og hun nægter også at fortælle hvad, der foregår. De tilbringer natten sammen, og han tager af sted efter morgenmaden næste morgen. Efter at Jimmy er rejst, kommer Thelma og fortæller Louse om sin nat med J.D. Louise spørger pludselig, hvor J.D. er, og bliver urolig, da Thelma fortæller, at hun lod pengene ligge tilbage i sit værelse. De skynder sig derind og opdager, at både J.D. og pengene er borte.
Louise er rasende, og fuld af skyldfølelse beslutter Thelma at tage styringen, mens Louise er lammet af frygt. Thelma bruger det, hun har lært af J.D., og røver en butik. Så kommer FBI på sporet af dem, og efter forhør af både J.D. og Jimmy begynder brikkerne i puslespillet at passe sammen, og øvrigheden kommer nærmere og nærmere. Efterforskeren Hal Slocumb (Harvey Keitel) finder også ud af, hvad der skete Louise i Texas, og har stor forståelse for hendes situation. I et par korte telefonsamtaler etablerer Slocumb meget god kontakt med Louise, men han formår ikke at overbevise hende om at melde sig frivilligt. 
Situationen eskalerer og kommer stadig mere ud af kontrol, efterhånden som kvinderne rejser videre, specielt på grund af den stadig modigere Thelma, som har distanceret sig fra sin hidtidige godtroende personlighed og erstattet den med en, som er beslutsom, aggressiv og ikke holder sig tilbage fra alkohol. Da en politibetjent (Jason Beghe) stopper dem på grund af, at de kører for stærkt, truer Thelma ham med sit våben, tager tjenestepistolen fra ham og låser ham inde i bagagerummet i politibilen, før de kører videre.
De kommer ud for en tankbilchauffør, som gentagne gange sender obskøne, seksuelle signaler til dem på vejen. De stopper for at bede ham komme med en undskyldning, men han nægter. Dermed skyder de mod hans bil, og hele lasten i tanken eksploderer i et hav af flammer. 
De to kvinder bliver efterhånden omringet af politibiler, og foran dem er en 600 meter dyb kløft. De antager, at de er nået til Grand Canyon. Efterforskeren Slocumb når frem til stedet, men opgiver et sidste forsøg på at få kvinderne til at overgive sig uden mere dramatik. I stedet for at blive arresteret og tilbringe resten af livet i fængsel beslutter Thelma og Louise at køre bilen ud over klippekanten. Før de flyver ud over afgrunden, tager de et fast tag i hinandens hænder og smiler. Filmen slutter med, at billedet af bilen i flugt i luften fryses og går i hvidt. 
Rulletekstenerne går så over i klip af de lykkelige øjeblikke, de har haft sammen i løbet af ugen. 

## Locations
De fleste udendørsoptagelser er filmet i landområderne omkring Bakersfield i Californien og Moab i Utah. Grand Canyon scenerne er filmet lige syd for Dead Horse Point State Park.

## Valg af skuespillere
Scott havde oprindeligt et ønske om, at Cher skulle spille rollen som Thelma; men efter hendes succes med Lunefulde måne blev hendes honorarkrav for højt. Der blev også taget kontakt til Meryl Streep til denne rolle, men hun blev gravid og kunne ikke påtage sig opgaven. Også Jodie Foster blev kontaktet, men hun blev valgt fra inden starten på optagelserne, hvorpå Geena Davis overtog rollen. Hun var ikke Scotts ønske til rollen; han ønskede i stedet Barbara Hershey, lige som  Christine Lahti og Debra Winger blev vurderet. Filmen gav Geena Davis en flyvende start på karrieren, og hun blev ofte typecastet i roller som uskyldigt udseende kvinder, der rummer større kræfter i lighed med rollen i denne film.
Rollen som Louise var oprindeligt tænkt til at være spillet af en yngre kvinde: Annie Potts, Holly Hunter, Michelle Pfeiffer, Frances McDormand, Sela Ward, Jennifer Jason Leigh og Meg Ryan var blandt navnene på ønskelisten. Pfeiffer sagde først ja, men afslog derefter ud fra betænkeligheder ved manuskriptet. Man tog kontakt med Melanie Griffith, men også hun blev gravid før optagelserne begyndte. Til slut besluttede man at gøre karakteren ældre, og efter at Goldie Hawn, Diane Keaton, Sigourney Weaver, Sissy Spacek og Anjelica Huston havde afslået, fik Susan Sarandon rollen.

## Medvirkende
- Susan Sarandon som Louise Elizabeth Sawyer
- Geena Davis som Thelma Yvonne Dickinson
- Harvey Keitel som efterforsker Hal Slocumb
- Michael Madsen som Jimmy Lennox
- Christopher McDonald som Darryl Dickinson
- Stephen Tobolowsky som Max
- Brad Pitt som J.D.
- Timothy Carhart som Harlan Puckett
- Jason Beghe som politibetjent
- Marco St. John som tankbilchauffør

## Tagline
- Somebody said get a life... so they did.

## Modtagelse hos kritikerne
Filmen fik en meget positiv modtagelse hos kritikerne. Hjemmesiden metacritic.com, som sammensætter og vurderer tendensen fra ledende filmkritikere, gav filmen 88 ud af 100 point.  Dette giver Thelma og Louise en 83. plads blandt de bedst modtagede film gennem alle tider. Janet Maslin fra The New York Times havde i lighed med mange andre kritikere, havde ikke noget negativt at sige om filmen i sin anmeldelse: "Mr. Scott's Thelma and Louise, with a sparkling screenplay by the first-time writer Callie Khouri, is a surprise on this and many other scores.  It reveals the previously untapped talent of Mr. Scott (best known for majestically moody action films like Alien, Blade Runner and Black Rain) for exuberant comedy, and for vibrant American imagery, notwithstanding his English roots.  It reimagines the buddy film with such freshness and vigor that the genre seems positively new.  It discovers unexpected resources in both its stars, Susan Sarandon and Geena Davis, who are perfectly teamed as the spirited and original title characters." Roger Ebert roser også filmen, men han har en enkelt indvending, som gør at han ikke kalder den perfekt: "the last shot before the titles begin. It's a freeze frame that fades to white, which is fine, except it does so with unseemly haste...  It's unsettling to get involved in a movie that takes 128 minutes to bring you to a payoff that the filmmakers seem to fear."

## Priser
- Danmark: Bodilprisen for bedste amerikanske film (1992)
- USA: Oscar for bedste originale manuskript (1991)

Filmen blev vist uden for konkurrence på filmfestivalen i Cannes i 1991.